# Listă de pictori evrei
Această pagină este o listă a pictorilor evrei.

## A
- Israel Abramofsky
- Julia Acker (1898-1942), pictor polonez-evreu
- Jankel Adler (1895-1949) pictor polonez-evreu
- Salomon Adler
- Soshana Afroyim
- Baruch Agadati
- Roberto Aizenberg
- Meer Akselrod
- Tivadar Alconiere
- Oskar Alexander
- Nathan Altman
- Imre Ámos

- Margit Anna
- Ida Applebroog
- Mordecai Ardon
- Ruth Arion

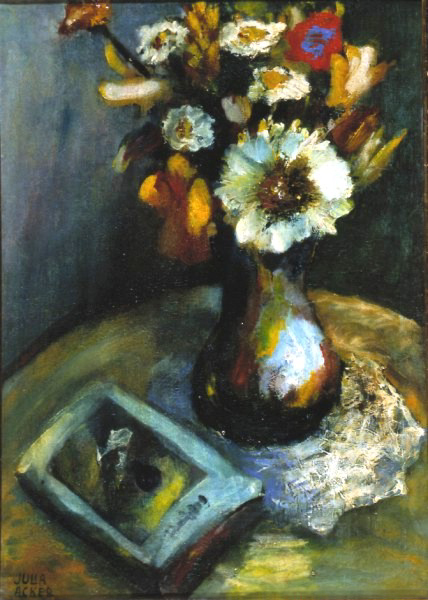
Julia Acker - Natură statică

- Avigdor Arikha (1929-2010) pictor, desenator, gravor și istoric israelian-francez originar din România (Rădăuți)
- David Aronson
- Isidor Ascheim
- Frank Auerbach
- Mordechai Avniel
- Iacov Averbuh
- Ben Avram

## B
- Dina Babbitt
- Karl Daniel Friedrich Bach
- Samuel Bak
- Léon Bakst
- Gyula Basch
- Julian Beck
- Tuvia Beeri
- Adolf Behrman
- Adolfo Belimbau
- Zigi Ben-Haim
- Eduard Bendemann
- Abraham Berline
- Frații Berman (pictori)
- Hyman Bloom
- Peter Blume
- David Bomberg
- Sam Borenstein
- Zlatko Bourek
- Paul Brach

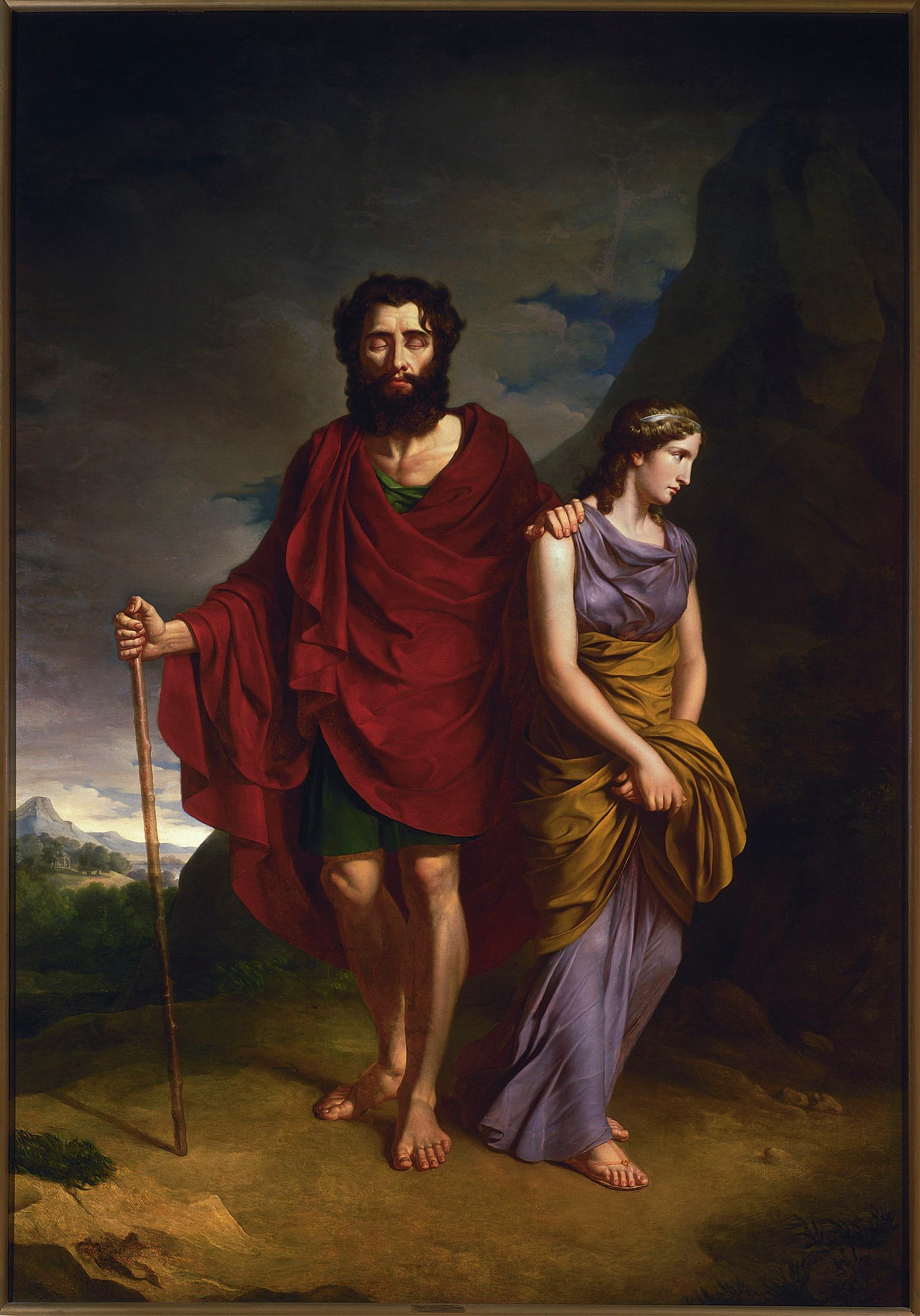
Antoni Brodowski - Oedipus și Antigona

- Victor Brauner (1903-1966) pictor și poet suprarealist evreu, originar din România.
- Patricia Broderick
- Antoni Brodowski (1784-1832) pictor și pedagog polonez-evreu
- Isaak Brodsky
- Szymon Buchbinder
- Paul Burlin

## C

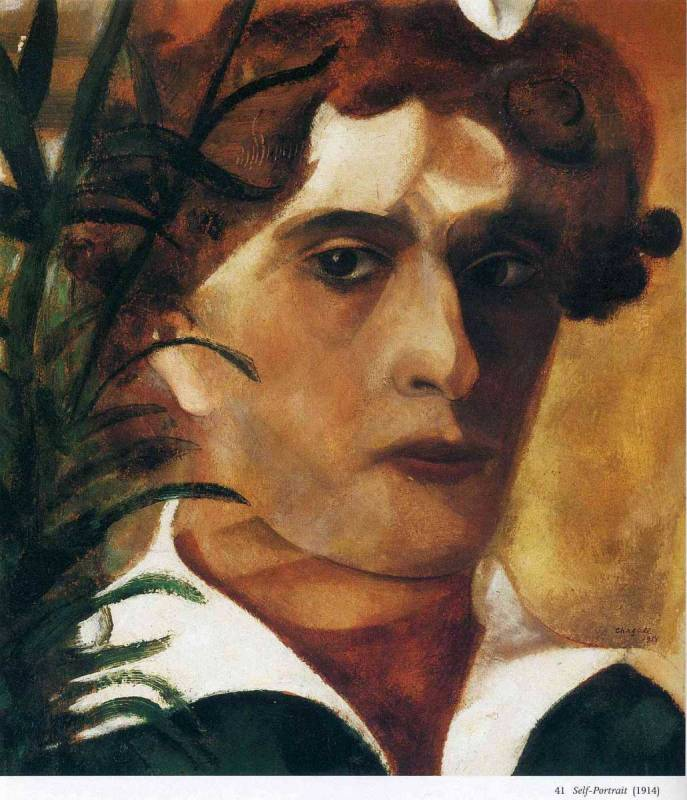
Marc Chagall - Autoportret (1914)

- Corrado Cagli
- Alice Lok Cahana
- Marc Chagall (1887-1985)
- Jacques Chapiro
- Judy Chicago
- Paul Citroen
- Alexander Cooper
- Aniela Cukier
- Jakub Cytryn

## D
- Jean David (1908-1993) a fost pictor, designer și grafician evreu român
- Vito D'Ancona
- Gerald Davis pictor evreu-irlandez
- Serafino De Tivoli
- Philip de László
- Sonia Delaunay
- Jim Dine

## E
- Marta Ehrlich
- Georg Eisler
- André Elbaz
- Jenő Elefánt (1899-1944) pictor expresionist evreu-român
- Baruch Elron
- Erich Glas

## F
- Robert Falk
- Al Feldstein
- Samuel Finkelstein
- Eric Fischl
- Sandra Fisher
- Israel Abramofsky
- Salomon Adler
- Soshana Afroyim
- Baruch Agadati
- Roberto Aizenberg
- Meer Akselrod
- Tivadar Alconiere
- Oskar Alexander
- Nathan Altman
- Imre Ámos
- Margit Anna
- Ida Applebroog
- Mordecai Ardon
- Ruth Arion
- David Aronson
- Isidor Ascheim
- Frank Auerbach
- Mordechai Avniel
- Ben Avram

## E
- Marta Ehrlich
- Georg Eisler
- André Elbaz
- Baruch Elron
- Erich Glas

## F
- Robert Falk
- Al Feldstein
- Samuel Finkelstein
- Eric Fischl
- Sandra Fisher
- Jane Frank
- Mary Frank
- Helen Frankenthaler
- Eduard Frankfort
- Yitzhak Frenkel
- Lucian Freud
- Otto Freundlich
- Pál Fried
- Friedrich Ritter von Friedländer-Malheim

## G
- Moisei Gamburd
- Eliahu Gat
- Ilka Gedő
- Fernando Gerassi
- Mark Gertler (artist)
- Gluck (pictor)
- Chaim Goldberg
- Eric Goldberg (artist)
- Julia Goodman
- Walter Goodman
- Adolph Gottlieb
- Leopold Gottlieb
- Maurycy Gottlieb
- Stephen Greene (artist)
- Michael Gross (artist)
- Ernő Grünbaum
- Isidoro Grünhut
- Philip Guston
- Nahum Gutman

## H
- Michael Hafftka
- Solomon Hart
- Roman Haubenstock-Ramati
- Josef Herman
- Oskar Herman
- Shimshon Holzman

## I
- Iosif Iser - pictor și grafician român de origine evreiască, membru al Academiei Române.
- Gershon Iskowitz
- Marvin Israel
- Isaac Israëls
- Jozef Israëls

## J
- Max Jacob
- Marcel Janco

## K

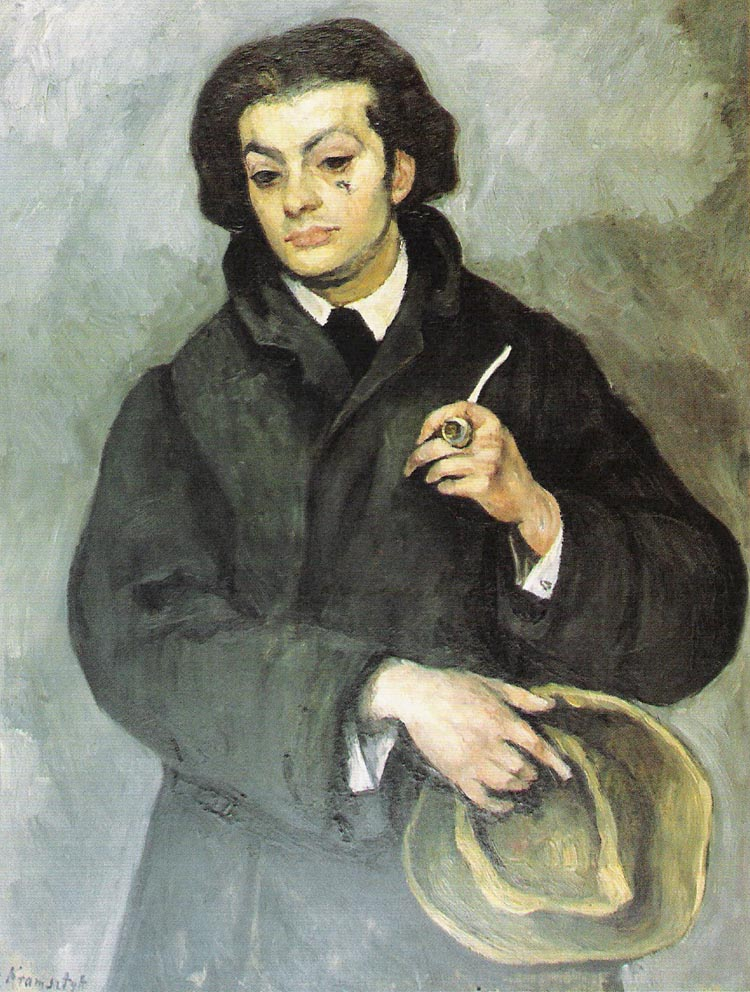
Roman Kramsztyk - Portretul lui Moise Kisling

- Menashe Kadishman
- Leo Kahn
- Anatoli Lvovich Kaplan
- Nándor Katona
- Alex Katz
- Arthur Kaufmann (artist)
- Isidor Kaufmann
- Chaim Kiewe
- Michel Kikoine
- Jesekiel David Kirszenbaum
- Moïse Kisling
- R. B. Kitaj
- Mati Klarwein
- Mira Klobučar
- Ida Kohlmeyer
- Joseph Kossonogi
- Jacob Kramer
- Lee Krasner
- Živa Kraus
- Pinchus Kremegne
- Lazar Krestin

## L
- Ronnie Landfield
- Ofer Lellouche
- Felix Lembersky
- Paola Levi-Montalcini
- Jack Levine
- Isaac Levitan
- Carlo Levi
- Rudolf Levy
- Lucien Lévy-Dhurmer
- Roy Lichtenstein
- Max Liebermann
- Irene Lieblich
- Richard Lindner
- Lippy Lipshitz
- El Lissitzky
- Louis Loeb
- Morris Louis
- Gherasim Luca
- Emanuele Luzzati

## M
- Moshe Maimon
- Zvi Malnovitzer
- Mane-Katz
- Louis Marcoussis
- Joseph Margulies (artist)
- M. H. Maxy
- Ludwig Meidner
- Sal Meijer
- Roberto Melli
- Paul Meltsner
- Arthur Mendel (1872-1945) a fost un pictor român-evreu.
- Bernard Meninsky
- Bill Meyer (artist)
- Leo Michelson
- Grégoire Michonze
- Amedeo Modigliani
- László Moholy-Nagy
- Abram Molarsky
- Tina Morpurgo
- Henry Mosler

## N
- Barnett Newman
- Romeo Niram (n. 1974, București) este un pictor de origine evreiască, născut în România.
- Felix Nussbaum

## O
- Jules Olitski
- Moritz Daniel Oppenheim
- Daniel Ozmo

## P
- Wolfgang Paalen
- Alfred Pal
- Abel Pann
- Pascin
- Leonid Pasternak
- Nehemiah Persoff
- Leopold Pilichowski
- Camille Pissarro
- Orovida Camille Pissarro
- Stephen Polin
- Clemente Pugliese Levi

## R
- Lubov Rabinovich
- Archie Rand
- Antonietta Raphael
- Ilana Raviv
- Josef Breitenbach
- Man Ray
- Ivan Rein
- Lionel S. Reiss
- RifRaf
- József Rippl-Rónai
- Larry Rivers
- Ruth Rix
- Erna Rosenstein

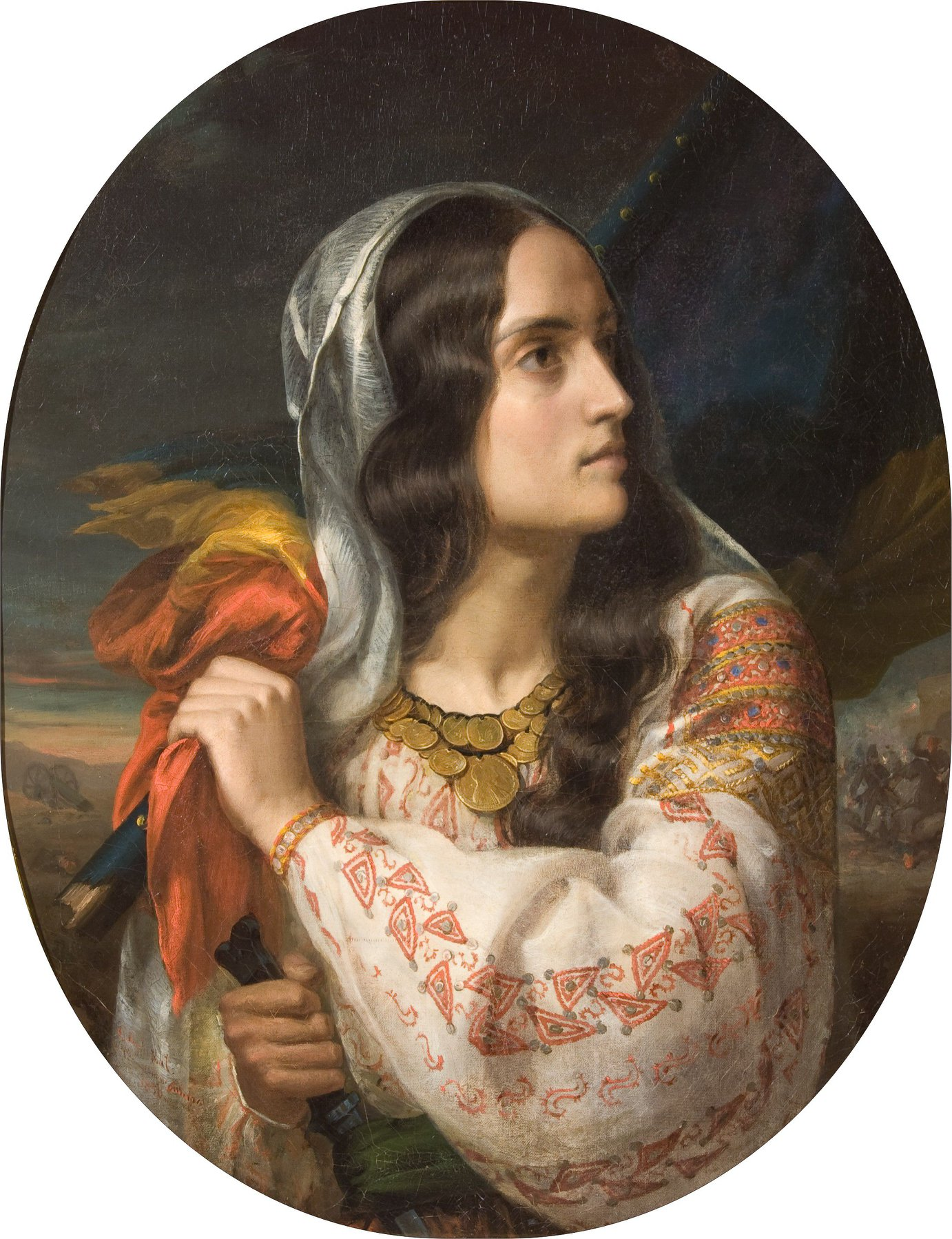
Constantin Daniel Rosenthal - România revoluționară

- Constantin Daniel Rosenthal (1820 - 1851) pictor și revoluționar român de etnie evreiască
- Leo Roth
- Mark Rothko
- Reuven Rubin (1893 - 1974) a fost un pictor israelian, de origine evreu român.

## S
- Charlotte Salomon
- Malva Schalek
- Zahara Schatz
- Lene Schneider-Kainer
- Arnold Schoenberg
- Ilya Schor
- Avi Schwartz
- William S. Schwartz
- Bruno Schulz (1892-1942) pictor polonez-evree
- Simon Segal
- Lasar Segall
- Ben Shahn
- Nat Mayer Shapiro
- Ahuva Sherman
- Robert B. Sherman
- Erik Slutsky
- Zak Smith
- Joseph Solman
- Abraham Solomon
- Simeon Solomon
- Solomon Joseph Solomon
- Chaim Soutine
- Isaac Soyer
- Moses Soyer
- Raphael Soyer
- Gavin Spielman
- Jacob Steinhardt
- Serge Strosberg

## T
- Itzchak Tarkay
- Mashel Teitelbaum
- Anna Ticho
- Jennings Tofel
- Maurycy Trębacz
- Victor Tsigal
- Israel Tsvaygenbaum
- Osnat Tzadok

## U
- Fred Uhlman
- Benjamin Ulmann
- Lesser Ury

## V
- Sam Vanni
- Philipp Veit
- Nicolae Vermont

## W
- Jeffrey Wasserman
- Max Weber (artist)
- Vladimir Weisberg
- Eliezer Weishoff

## Y
- Yitzhak Yamin
- Josephinne Yaroshevich

## Z
- Joseph Zaritsky
- Ada Zevin (1918-2005) pictor român-evreu
- Anton Zilzer
- William Zorach
- Larry Zox